# Tini Nindzsa Teknőcök (televíziós sorozat, 1987)
A Tini Nindzsa Teknőcök (eredeti cím: Teenage Mutant Ninja Turtles, egyes országokban: Teenage Mutant Hero Turtles) 1987 és 1996 között bemutatott amerikai televíziós rajzfilmsorozat, amelyet a Murakami-Wolf-Svenson készített. Az öt részes pilot évad 1987 decemberében került levetítésre Amerikában szindikátusban több tévécsatornán, a televíziós sorozat hivatalosan a második évadával, 1988 októberében indult el. Főszereplői a Kevin Eastman és Peter Laird által megalkotott karakterek voltak, akiket a sötétebb tónusú képregényhez képest barátságosabbra és család barátabbra változtattak.
Az animációs sorozat megalkotásának előzménye az volt, hogy a Playmate Toys, amely a karakterekből akciófigurát akart készíteni, bizonytalan volt a szereplők csekély ismertsége miatt. A figurák boltokba szállításának tehát az volt a feltétele, hogy egy tévésorozat keretén belül (mely mindössze öt epizódra szorítkozott) ismertessék meg őket a szélesebb közönséggel. A két iparág nagyon jól egymásra talált, és éveken keresztül ezek határozták meg a franchise-ot.
Az első öt részt David Wise és Patti Howeth írták, később pedig Jack Mendelsohn is csatlakozott. Wise közel hetven részben vett részt, majd még négy évadon keresztül maradt. A kilencedik évadtól kezdve Jeffrey Scott vette át a helyét a sorozat befejezéséig. A rajzfilmet szombat reggelente vetítették 1988-1989 között, majd ezután a nagy siker miatt hétköznap délutánonként adták. 1993-ban már csak a CBS adta, ismét szombat reggelente, 1996-ig.
A műsor nagyon népszerűvé tette a főszereplőket, és a világ egyik legnépszerűbb rajzfilmsorozatává vált. Reggelizőpelyhek, plüssjátékok, és számtalan, a szereplőkhöz köthető termék árasztotta el a piacot a 80-as évek végén és 90-es évek elején. Az eredeti képregény mellett a sorozathoz köthető képregényt is kiadtak, valamint egy könyvsorozatot is. Magyarországon 1991-től, a TV1 "Hagyd aludni a mamát és a papát!" rajzfilmblokkjában adták le az első három évadot vasárnap reggel 7 órai kezdettel. Majd bő egy évtizeddel később az RTL Klub megismételte, mert a 2003-as új sorozat felvezetéseképpen európai frissítési ajánlatba került. Viszont furcsa módon az RTL sem fejezte be a sorozatot és helyette 2005-ben megszerezte az új sorozatot. Eközben a Nickelodeon megvásárolta az 1987-es sorozat globális vetítési jogait.

## Történet
A Mirage Studio eredeti történetéhez képest jelentős változtatásokat alkalmaztak. Ebben a változatban Szecska mester Hamato Yoshi (Hamato Josi) volt, egy emberi lény. Yoshit kitaszították a japán Fürgeláb klánból, riválisa, Oroku Saki (Oroku Szaki) ármánykodásának hatására, s ezért New York-ba száműzték, ahol a csatornákban kellett élnie. Ott a patkányok voltak az egyedüli barátai, míg egy napon egy kisfiú véletlenül be nem ejtette a kanálisba négy, frissen vásárolt teknősét. Gondjukat viselte, míg aztán egy napon a teknőcöket egy furcsa, világító folyadék lepte el, mely a csatornában folyt. A szer minden lényt olyan állattá változtat, amilyenhez a legjobban kötődik: a teknősök leginkább emberek társaságában voltak, így humanoidok lettek, Yoshi pedig óriási patkánnyá változott, és felvette a Szecska mester nevet. A négy teknőcöt gyerekeiként nevelte fel, és kitanította őket a harcművészetekre. Nevet is adott nekik, négy kedvenc reneszánsz művésze után. Különböző színű szalagot kaptak a szemük köré, és más-más fegyver használatát sajátították el.
Eközben Oroku Saki is elhagyta Japánt, és követte Yoshi nyomát New Yorkba, hogy végezzen vele egyszer és mindenkorra. Ismeretlen körülmények között megismerkedett Kranggel, egy test nélküli idegen aggyal az X dimenzióból, ahol ő egy hatalmas hadúr volt, míg meg nem fosztották testétől és nem száműzték. Saki felvesz egy új identitást: ő lesz Zúzó. Az ő mesterkedése volt a mutagén szérum csatornába juttatása is, noha eredeti szándéka Yoshi megölése volt általa. A teknőcök bosszút akarnak állni mesterükért, és szeretnék, ha újra ember lenne, ám hamarosan Zúzó teljes megállítása lesz a céljuk, s ebben a Hatos Csatorna riporternője, April O'Neal is a segítségükre lesz. Akcióik során igyekeznek inkognitóban maradni, nehogy az emberek megijedjenek tőlük, illetve mert sokan félreértelmezik a szándékaikat. Krang, Zúzó, valamint két mutáns verőlegényük, Bebop és Rocksteady/Sziklaszilárd pedig egy Fürgeláb robothadsereggel készülnek a világuralomra. A gonoszok bázisa egy Technodrome nevű szerkezet, mely a sorozat során mindig más-más helyszínen bukkan fel.
A sorozat utolsó három évada jelentős változásokat tartalmaz, tekintve, hogy hosszában már jelentősen felülmúlta az átlagos szombat reggeli rajzfilmsorozatok élettartamát. Az animációs stílus sötétebb lett, közelebb került a bemutatott mozifilmekéhez, ezenkívül az ég színe kék helyett vörös lett, új főcímdalt készítettek, valamint akcióközpontúbb lett a történet. Ezzel az akkoriban népszerű más rajzfilmekhet hozták közelebb a sorozatot. A nyolcadik évad végén sikerül Krang és Zúzó legyőzése, helyette egy új ellenség, Lord Dregg érkezik, akinek a teknőcők lejáratása a célja a saját ördögi céljainak érdekében. Maguk a teknőcök új képességként különleges ideiglenes mutációkat kaptak, és egy új szövetségest, Carter személyében.
2009-ben a négy teknőc, Zúzó, Krang, és néhány más karakter visszatértek a 2003-as rajzfilmsorozat vendégeiként a 25. évforduló alkalmából készített egész estés különleges epizódban. A 2012-ben indult sorozatban is fel bukkantak, mint vendégek, néhány rész erejéig.

## Szereplők
| Szereplő                      | Eredeti hang     | Magyar hang                                                                                       |
| ----------------------------- | ---------------- | ------------------------------------------------------------------------------------------------- |
| Leonardo                      | Cam Clarke       | Józsa Imre                                                                                        |
| Michelangelo                  | Townsend Coleman | Forgács Péter                                                                                     |
| Donatello                     | Barry Gordon     | Lippai László Kerekes József (pár részben)                                                        |
| Raffaello                     | Rob Paulsen      | Csonka András                                                                                     |
| Szecska mester / Hamato Yoshi | Peter Renaday    | Rátonyi Róbert (1. hang) Kocsis György (2. hang)                                                  |
| April O'Neal                  | Renae Jacobs     | Simon Mari (1. hang) Vándor Éva (2. hang) Kiss Erika (3. hang)                                    |
| Lotus Blossom                 | Renae Jacobs     | Czigány Judit                                                                                     |
| Agatha Marbles néni           | Joan Gerber      | Czigány Judit                                                                                     |
| Zúzó / Oroku Saki             | James Avery      | Kristóf Tibor (1. hang) Hollósi Frigyes (2. hang)                                                 |
| Krang                         | Pat Fraley       | Beregi Péter                                                                                      |
| Vernon Farnick                | Pat Fraley       | Peczkay Endre (1. hang) Harmath Imre (2. hang)                                                    |
| Burne Thompson                | Pat Fraley       | Kiss Gábor (1. hang) Kristóf Tibor (2. hang)                                                      |
| Baxter Stockman               | Pat Fraley       | Hankó Attila (1. hang) Szalay Imre (2. hang) Maros Gábor (3. hang)                                |
| Casey Jones                   | Pat Fraley       | Melis Gábor                                                                                       |
| Obento                        | Pat Fraley       | Gyürki István                                                                                     |
| Sziklaszilárd                 | Cam Clarke       | F. Nagy Zoltán (1. hang) Hankó Attila (2. hang) Várkonyi András (3. hang) Kránitz Lajos (4. hang) |
| Bebop                         | Barry Gordon     | Galbenisz Tomasz (1. hang) Varga Tamás (2. hang)                                                  |
| Irma Langinstein              | Jennifer Darling | Farkasinszky Edit (1. hang) Rátonyi Hajni (2. hang)                                               |
| Bőrfej                        | Jim Cummings     | Forgács Gábor (1. hang) Makay Sándor (2. hang)                                                    |
| Patkánykirály                 | Townsend Coleman | Rosta Sándor                                                                                      |
| Usagi Yojimbo                 | Townsend Coleman | Verebély Iván                                                                                     |

## Epizódok
| Évad | Évad | Epizód | Évadpremier          | Évadzárás          |
| ---- | ---- | ------ | -------------------- | ------------------ |
|      | 1    | 5      | 1987. december 28.   | 1988. január 1.    |
|      | 2    | 13     | 1988. október 1.     | 1988 december 26.  |
|      | 3    | 47     | 1989. szeptember 25. | 1990. július 24.   |
|      | 4    | 41     | 1990. szeptember 8.  | 1991. március 29.  |
|      | 5    | 20     | 1991. szeptember 14. | 1991. november 16. |
|      | 6    | 16     | 1992. szeptember 12. | 1992. december 26. |
|      | 7    | 27     | 1993. október 30.    | 1993. december 18. |
|      | 8    | 8      | 1994. szeptember 17. | 1994. november 5.  |
|      | 9    | 8      | 1995. szeptember 16. | 1995. november 4.  |
|      | 10   | 8      | 1996. szeptember 14. | 1996. november 2.  |